# Sørskogbygda
Sørskogbygda is een plaats in de Noorse gemeente Elverum in  fylke Innlandet. Het dorp ligt zo'n 20 kilometer ten oosten van de hoofdplaats aan fylkesvei 207.